# Ungheria ai XVII Giochi olimpici invernali
L'Ungheria partecipò ai XVII Giochi olimpici invernali, svoltisi a Lillehammer, Norvegia, dal 12 al 27 febbraio 1994, con una delegazione di 16 atleti impegnati in cinque discipline.